# Amerila eugenia
Amerila eugenia är en fjärilsart som beskrevs av Fabricius 1794. Amerila eugenia ingår i släktet Amerila och familjen björnspinnare. Inga underarter finns listade i Catalogue of Life.